# Trazo (escritura)
Se puede entender por trazo cada una de las rectas y curvas que componen una letra (en cuyo caso la letra L se compone de dos trazos) o bien el conjunto de rectas y curvas que se escriben sin levantar el lápiz (u otro instrumento de escritura) del papel (según esta definición la L se escribe con un trazo).
Esta última definición es la que se utiliza para contar el número de trazos de un carácter chino. En chino y japonés, la clasificación de los caracteres se suele hacer según el número de trazos que tienen; además, el orden de los trazos en el que se escribe cada carácter es muy importante.

## Trazo de un sinograma
En la escritura china, se reconocen unos treinta tipos de trazos, ocho de los cuales son básicos y el resto derivados formados por la composición de varios trazos básicos. Como cada trazo incluye todos los movimientos empleados para producir una determinada parte de un carácter antes de levantar el instrumento de escritura de la superficie de escritura, un solo trazo puede incluir cambios bruscos de dirección. Por ejemplo:
 es un solo trazo, básico para más señas, denominado shu.
 es un trazo compuesto, denominado shabang-shabang-zhe, que consta de tres trazos básicos, pero cuenta como un solo trazo porque se realiza sin levantar el instrumento de escritura de la superficie de escritura.
En el estudio de los trazos en los sinogramas, son temas de interés su uso en la caligrafía asiática, su diferente escritura según el estilo empleado, las convenciones sobre su nombre y conteo y su uso en los ordenadores.

## Trazo con función diacrítica o de distinción
El trazo sobre un grafema es la modificación consistente en trazar una línea a través de una letra, que puede ser horizontal u oblicua, y tiene dos funciones distintas: 
1) Función diacrítica: para asignar un signo ortográfico para derivar en letras con signo diacrítico, que representan acentos fonéticos que los diferencian de otros grafemas. 
Ejemplo de letras latinas con trazo con función diacrítica: ā, ē, ī, m̄, n̄, ō, ō͘, ū.
2) Función de distinción: adición de una línea sin función ortográfica, con el fin de hacer una letra distinta de otra, sin que se configure en un grafema con signo diacrítico.
Ejemplo de algunas letras latinas con trazo de distinción (horizontal u oblicua): Ⱥ, Ȼ, Ħ, Ƶ.
- Datos: Q51015394